# Noche de copas
«Noche de copas» es una canción balada romántica de 1984 escrita y producida por Juan Carlos Calderón, e interpretada por la cantante cubanovenezolana María Conchita Alonso incluida en su álbum homónimo, y uno de sus más reconocidos éxitos musicales. Este tema junto con la canción Acaríciame forman parte del Soundtrack del exitoso musical mexicano Mentiras: el musical, basado en las canciones en español más exitosas en México durante los años 80, estrenada desde 2009.

## Versiones
- Yuridia versionó el tema para su álbum tributo Para mí en 2011.[4][5]

- Edith Márquez en su álbum tributo a Juan Carlos Calderón.[6]

## Posición en listas
| Año  | Lista                       | Versión               | País      | Posición más alta | Ref.        |
| ---- | --------------------------- | --------------------- | --------- | ----------------- | ----------- |
| 1984 | Billboard Hits of The World | María Conchita Alonso | Argentina | 7                 | [ 7 ]       |
| 1984 | Billboard Hits of The World | María Conchita Alonso | México    | 3                 | [ 7 ] [ 8 ] |
| 1984 | Billboard Hits of The World | María Conchita Alonso | Perú      | 1                 | [ 7 ] [ 8 ] |

## Certificaciones
| Región            | Certificación | Unidades | Ref.  |
| ----------------- | ------------- | -------- | ----- |
| México (AMPROFON) | Oro           | 56,000   | [ 9 ] |